# Sakuhinsha
Sakuhinsha (作品社 (sakuhinsha?)) este o editură de științe sociale și umaniste din Tokio, sectorul Chiyoda.

## Prezentare generală
Sakuhinsha a publicat multe lucrări filozofice ale lui Hegel, traduse în japoneză de Hiroshi Hasegawa⁠(ja)[traduceți]. Pe lângă acestea, a publicat mai multe cărți de filozofie și științe sociale.
Continuă să publice seria de shishōsetsu „Scrieri japoneze celebre” și eseurile lui Tomeo Yagiri⁠(ja)[traduceți].  Seria „Lecții introductive” a lui Masaki Nakamasa⁠(ja)[traduceți] a fost bine primită.
A publicat Critica rațiunii pure, Critica rațiunii practice și Critica facultății de judecare ale lui Immanuel Kant în traducerea lui Sumihiko Kumano⁠(ja)[traduceți], prezentând astfel o traducere completă a celor trei „critici” efectuată de o singură persoană. Operele literare apărute în străinătate au fost publicate în cadrul colecției „Opere alese”, printre ele aflându-se traduceri selectate ale lui Mizuhito Kanehara, precum și scrierile lui Evelio Rosero, Mario Vargas Llosa și Marcos Aguinis în traducerea lui Katsuhiko și Yukiko Yaegashi. Sunt bine cunoscute lucrările Lydiei Davis⁠(en)[traduceți], traduse de Sachiko Kishimoto, și ale lui Edwidge Danticat⁠(en)[traduceți], traduse de Aiko Sagawa. Nuvela „Stoner⁠(en)[traduceți]” scrisă de John E. Williams⁠(en)[traduceți] și tradusă de Kazuki Agarie⁠(ja)[traduceți] a câștigat premiul cititorilor la concursul „Cea mai bună traducere japoneză⁠(ja)[traduceți]” (ediția I, 2015).

## Istoric
Editura Sakuhinsha a fost fondată în ianuarie 1979. Denumirea editurii provine de la denumirea revistei literare interbelice „Sakuhin” (作品 creație, lucrare?), publicată între 1930 și 1940. În 1980 a apărut o altă revistă literară cu același nume, Sakuhin, însă publicarea ei a încetat după apariția numărului 7. Hiroshi Terada⁠(ja)[traduceți], editorul-șef al noii reviste, a instituit premiul literar Sakuhin-shō (作品賞 lit. „premiu pentru creație”?) destinat autorilor debutanți, dar până la închiderea revistei premiul a fost decernat o singură dată, câștigătoarele fiind Mayumi Inaba⁠(ja)[traduceți] (pseudonimul ei de atunci fiind „Yumi Kurata”) și Toshiko Hanai.
Sakuhinsha a obținut câteva premii pentru activitatea desfășurată: premiul fundației Azusakai pentru cultură editorială (ediția a 14-a) și premiul ziarului Mainichi pentru cultură editorială (ediția a 53-a), în categoria planificare.

## Autori români publicați de editură
- Mircea Eliade, Zyûkyûhon /19 moto/ no bara („Nouăsprezece trandafiri”), 1993; traducere de Haruya Sumiya[1]
- Mircea Eliade, Reijō Kurisutina („Domnișoara Christina”), 1995; traducere de Haruya Sumiya[2]
- Mircea Eliade, Yōseitachi no yoru („Noaptea de Sânziene”), 2 vol., 1996; traducere de Haruya Sumiya[3]
- Mircea Eliade, Maitorei („Maitreyi”), 1999; traducere de Haruya Sumiya[4]
- Mircea Eliade, Eriāde gensō shōsetsu zenshū, 3 vol. 2003-2005; traducere de Atsushi Naono și Haruya Sumiya[5]

## Legături externe
- Site-ul oficial al Sakuhinsha / 作品社
- 作品社 pe Twitter